# 佛遺教經
《遺教經》，又稱作《佛垂般泥洹略說教戒經》，或題為《佛垂般涅槃略說教誡經》，共一卷，由後秦龜茲國鳩摩羅什三藏翻譯。是佛陀在臨涅槃前對弟子的最後教誡，闡述作為佛教根本的戒定慧。其內容，出自於《佛所行讚》的〈大般涅槃品〉、《佛本行經》的〈大滅品〉。

## 內容
《佛遺教經》是釋迦牟尼佛於公元前543年二月十五日中夜臨入涅槃前，為弟子們所做的最後一場說法。此經有兩千三百餘字，全經文可歸納為二十一個小節，即：
一、經序，二、持戒，三、制心，四、節食，五、戒睡眠，六、戒瞋恚，七、戒憍慢，八、戒謟曲，九、少欲，十、知足，十一、遠離，十二、精進，十三、不忘念，十四、禪定，十五、智慧，十六、不戲論，十七、自勉，十八、決疑，十九、眾生得度，二十、法身常住，二十一、結論。

## 歷代註疏
歷代對本經的註疏有：
- 《遺教經論》一卷，世親造，或說馬鳴造。
- 《佛遺教經論疏節要》一卷，宋智圓疏，宋淨源節要，明袾宏補註。
- 《遺教經論住法記》一卷，宋元照述。
- 《遺教經論記》三卷，宋觀復述。
- 《佛遺教經補註》一卷，北宋守遂註，明了童補註。
- 《佛遺教經解》一卷，明智旭述。
- 《遺教經指南》一卷，明道霈述。
- 《佛遺教經箋註》，丁福保註。
- 《佛遺教經講義》，民國寶靜法師述[4]。

## 書法作品
|                        |
|                        |
|                        |
|                        |
|                        |
|                        |
|                        |
| 王羲之書《佛遺教經》。 |

## 外部連結
- T12n0389 佛垂般涅槃略說教誡經 - 卷/篇章 1 （页面存档备份，存于）
- 保坂 玉泉:仏遺教経の成立に就いて （页面存档备份，存于）